# Laufey (cantora)
Laufey Lín Bing Jónsdóttir (islandês: [ˈlœyːvei ˈliːn ˈjounsˌtouhtɪr̥]; em chinês:  林冰, transl. Lín Bīng; nascida em Reykjavík, em 23 de abril de 1999), mais conhecida apenas como Laufey ([ˈleɪveɪ]; LEI-vêi), é uma cantora-compositora e musicista islandesa. Ganhou notoriedade no início da década de 2020 com seu sucesso como artista de pop influenciado pelo jazz.
Tendo atuado como solista de violoncelo com a Orquestra Sinfônica da Islândia aos 15 anos, Laufey foi finalista na edição de 2014 do Ísland Got Talent (versão islandesa do Got Talent), e semifinalista no The Voice Iceland no ano seguinte. Ela lançou seu EP de estreia, Typical of Me (2021), e formou-se no Berklee College of Music, em Boston. Seu primeiro álbum, Everything I Know About Love (2022), figurou nas paradas da Islândia e dos Estados Unidos, onde alcançou a terceira posição na parada de Álbuns de Jazz da Billboard e a 50ª na parada de Vendas de Álbuns. O sucessor, Bewitched (2023), venceu o Grammy de Melhor Álbum Vocal de Pop Tradicional na 66ª edição do Grammy (2024), e o single "From the Start" obteve sucesso moderado nas paradas do Canadá, Nova Zelândia e Reino Unido. Seu terceiro álbum, A Matter Of Time, está previsto para ser lançado em 22 de agosto de 2025.

## Início da vida e educação
Laufey nasceu em 23 de abril de 1999, em Reykjavík, na Islândia. Seu pai é islandês e sua mãe é chinesa, natural de Guangzhou. Sua mãe é violinista clássica, e seu avô materno, Lin Yaoji, foi professor de violino no Conservatório Central de Música da China, a quem Laufey atribui parte da inspiração por seu amor à música. Seu pai é executivo do setor financeiro. Ela tem uma irmã gêmea idêntica, Júnía Lín Hua Jónsdóttir (is; em chinês:  {{{1}}}), que é violinista e atua como sua diretora criativa.
Laufey morou por dois anos em Washington, D.C., antes de retornar a Reykjavík em 2008, onde estudou na escola Háteigsskóli. Ela começou a aprender piano aos quatro anos e violoncelo aos oito. Formou-se no Colégio de Música de Reykjavík em 2018, onde também estudou canto. Sua infância foi dividida entre Reykjavík, Washington, D.C. e visitas regulares a Pequim.

## Carreira

### 2020–2022: Início da carreira

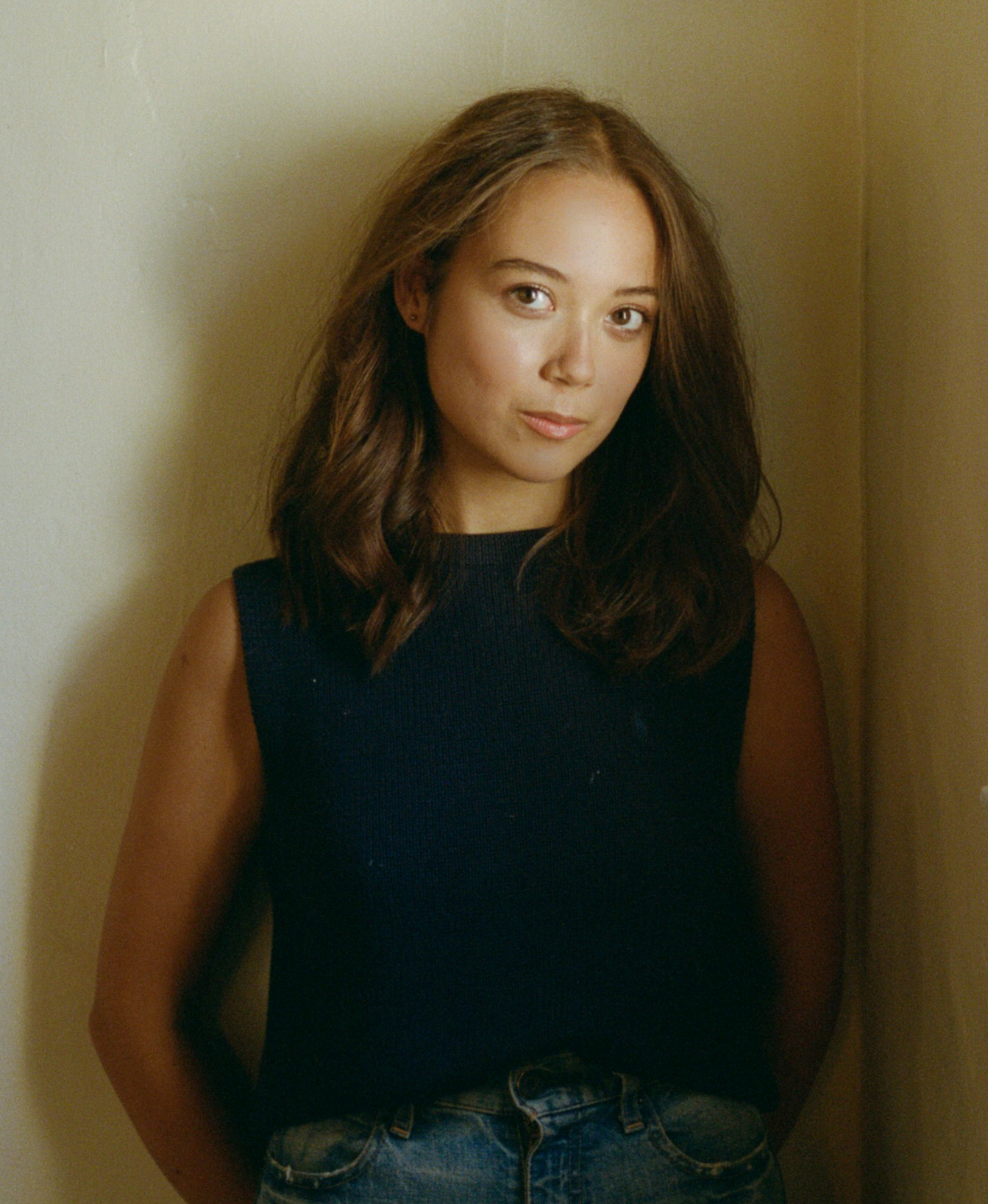
Laufey em 2021

Em 6 de abril de 2020, Laufey lançou seu single de estreia, "Street by Street", que alcançou o primeiro lugar na rádio islandesa. Em 30 de abril de 2021, lançou seu primeiro EP, Typical of Me, que ela descreveu como seu "bebê". O EP contém "Street by Street" e outras seis faixas, muitas compostas em seu quarto na faculdade. A revista Rolling Stone elogiou sua interpretação de "I Wish You Love". O site American Songwriter incluiu o EP na lista de melhores álbuns de 2021. Typical of Me também atraiu a atenção de artistas como Billie Eilish. Ela também publicou covers de standards de jazz no TikTok, que o The New York Times descreveu como "casualmente elegantes". Ela assinou um contrato com a AWAL, uma gravadora que normalmente permite que os artistas mantenham maior controle sobre sua propriedade intelectual.
No mesmo ano, Laufey apresentou o programa musical semanal Happy Harmonies na BBC Radio 3 durante a primavera e o verão, retornando em dezembro com uma edição especial de Natal. Em novembro, apresentou-se no Festival de Jazz de Londres e, pouco depois, colaborou com a Orquestra Filarmônica de Londres na canção "Let You Break My Heart Again".
Em dezembro de 2021, lançou um cover da música "Winter Weather", intitulada "Love To Keep Me Warm", em parceria com a cantora Dodie, com uma ponte original escrita por ambas.
Sua estreia na televisão dos Estados Unidos ocorreu em 21 de janeiro de 2022, quando foi atração musical no Jimmy Kimmel Live!, interpretando "Like the Movies", do EP Typical of Me.
Seu primeiro álbum de estúdio, Everything I Know About Love, foi lançado em 26 de agosto de 2022 pela AWAL, recebendo elogios da crítica. O álbum estreou em primeiro lugar na parada de "Álbuns de Artista Alternativo em Ascensão" da Billboard.

### 2023–presente:BewitchedeA Matter of Time

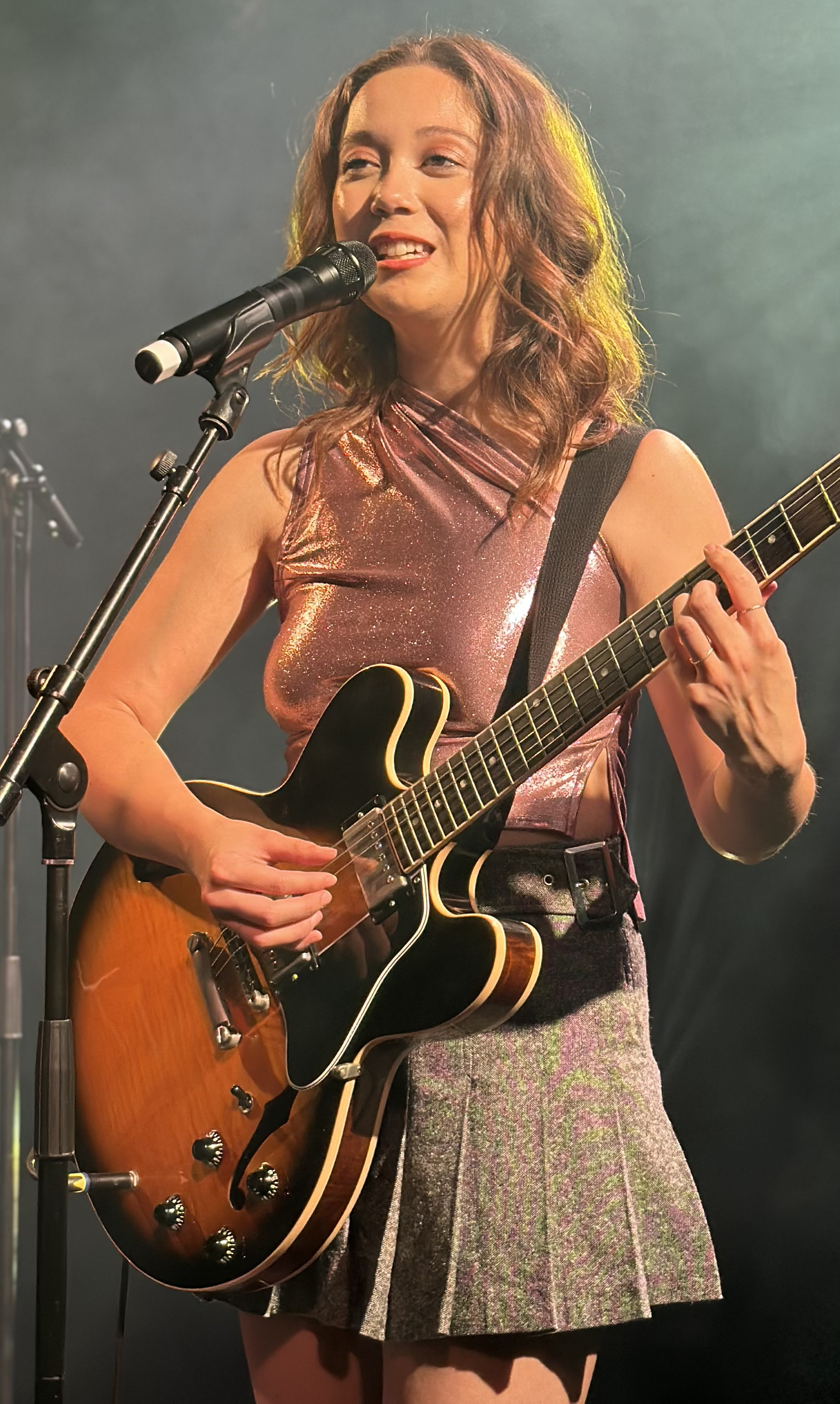
Laufey no Festival de Jazz de Montreux, julho de 2023

Em agosto de 2023, foi anunciado que Laufey assinou um contrato global de publicação com a Warner Chappell Music (WCM). Seu segundo álbum de estúdio, Bewitched, foi lançado em 8 de setembro de 2023. Uma semana antes, ela "vazou" a partitura do álbum como parte de uma ação promocional para os fãs. O álbum foi amplamente aclamado pela crítica e rendeu a Laufey seu primeiro Grammy, na categoria de Melhor Álbum Vocal de Pop Tradicional, durante a 66ª edição do prêmio. Na cerimônia, ela se apresentou ao lado de Billy Joel na música de encerramento, "Turn the Lights Back On".
Laufey embarcou em uma turnê mundial de um ano chamada Bewitched Tour, em apoio ao álbum. Em 6 de março de 2024, ela lançou uma edição deluxe intitulada Bewitched: The Goddess Edition, precedida pelo single "Goddess".
Em 3 de abril de 2025, anunciou seu terceiro álbum com o lançamento do primeiro single, "Silver Lining". O nome do novo álbum, A Matter of Time, foi revelado posteriormente e tem lançamento previsto para 22 de agosto de 2025.
O videoclipe de "Snow White" foi lançado em 7 de agosto.

## Imagem pública

### Influências e estilo musical
Embora Laufey tenha sido influenciada por música clássica e artistas como Frédéric Chopin, e tenha tocado desde cedo, ela se voltou para os discos de seu pai com vozes femininas do jazz, como Ella Fitzgerald e Billie Holiday, para desenvolver seu estilo musical. Ela cita Fitzgerald e Chet Baker como suas maiores influências artísticas, sendo a primeira sua musicista favorita.
Laufey também mencionou Taylor Swift, Norah Jones e Adele como inspirações para sua musicalidade. Ela afirmou: “Taylor Swift fez pelo pop e pelo country o que eu espero fazer pelo jazz. Ela conseguiu unir pessoas ao redor do mundo, o que é um dos meus principais objetivos como musicista.”
O gênero da música de Laufey é tema de debate. Ela se descreve como artista de jazz ou jazz pop, enquanto veículos como NPR, o The New York Times e o The Sydney Morning Herald apontam elementos de jazz, pop, bossa nova e música clássica, considerando sua obra como pop tradicional ou pop à moda antiga.

### Aclamação da crítica

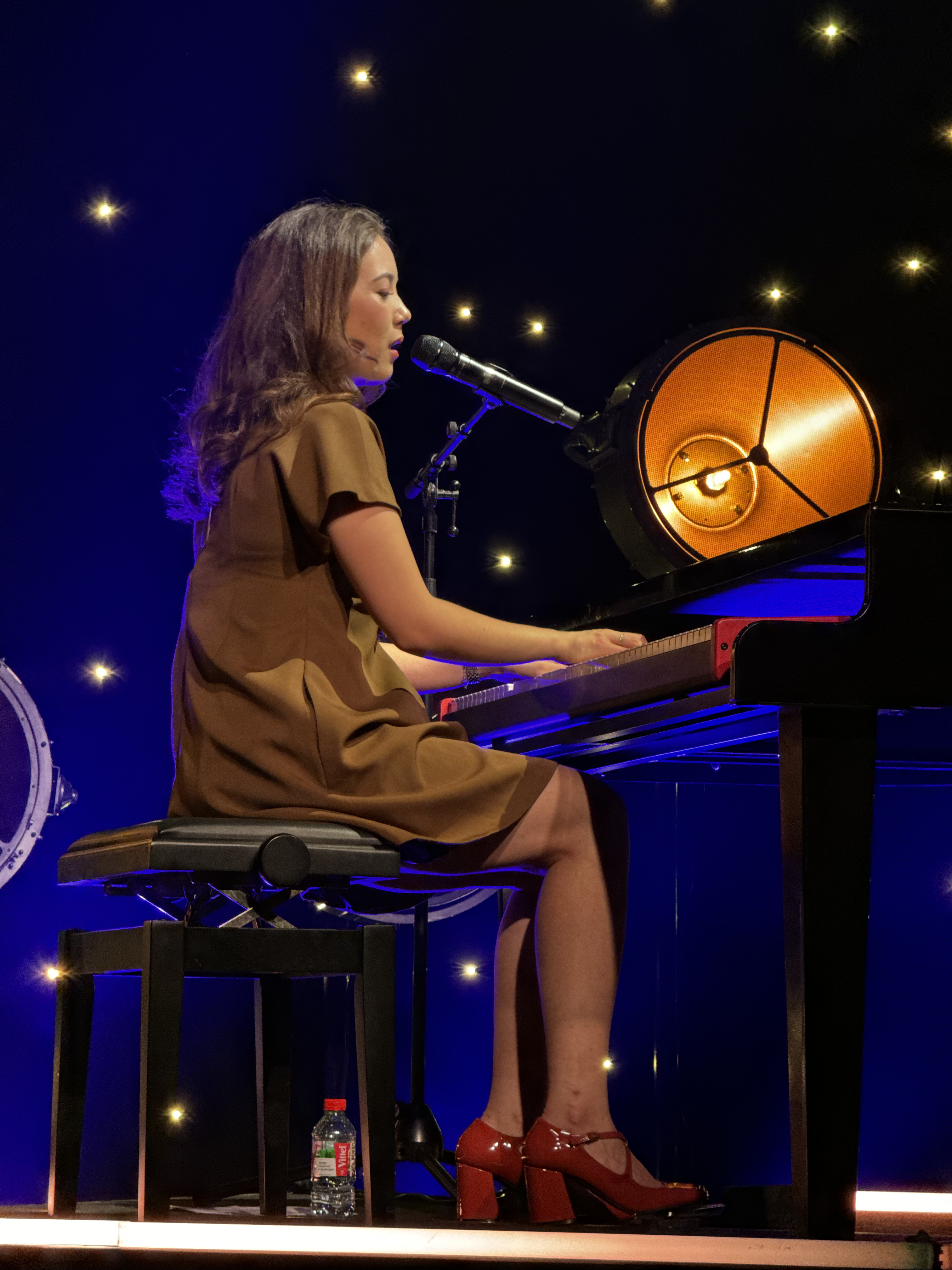
Laufey em apresentação em 2024

Críticos como Maura Judkis, do The Washington Post, e Murray Stassen, da Music Business Worldwide, destacaram que ela está “trazendo o jazz de volta” para a Geração Z, num momento em que o gênero tem menos visibilidade comercial. Em 2023, o jornalista Michael Dwyer a descreveu como "embaixadora do jazz no TikTok".
Publicações como Billboard e NPR afirmaram que Laufey criou um modelo de sucesso moderno para o jazz na indústria musical.
Seu segundo álbum, Bewitched, foi elogiado por sua composição e abordagem ao jazz, recebendo nota 83 de 100 no Metacritic, baseada em seis críticas. Morgan Enos, do site oficial do Grammy, escreveu que o sucesso de Bewitched mostra como Laufey tem "encantado novatos no jazz".
Em 2025, foi nomeada uma das Mulheres do Ano da revista Time. Também figurou na lista Hot 100 de 2025 do Madame Tussauds.

### Moda
Laufey é conhecida por seu estilo de moda simples e casual, combinando elementos como renda, cores pastéis e detalhes metálicos em suas roupas. O South China Morning Post descreveu seu estilo como uma "extensão de sua música", com figurinos adaptados ao ambiente de cada apresentação.

## Discografia

### Álbuns de estúdio
- Everything I Know About Love (2022)
- Bewitched (2023)
- A Matter of Time (2025)

### Álbuns ao vivo
- A Night at the Symphony (2023)
- A Night at the Symphony: Hollywood Bowl (2024)

### Singles
- "Street by Street" (2020)
- "Someone New" (2020)
- "Let You Break My Heart Again" (2021)
- "Love Flew Away" (2021)
- "Love To Keep Me Warm" (2021)
- "Valentine" (2022)
- "Everything I Know About Love" (2022)
- "Fragile" (2022)
- "Dear Soulmate" (2022)
- "Falling Behind" (2022)
- "From the Start" (2023)
- "Promise" (2023)
- "Bewitched" (2023)
- "California and Me" (2023)
- "Goddess" (2024)
- "Santa Baby" (2024)
- "Christmas Magic" (2024)
- "Silver Lining" (2025)
- "Tough Luck" (2025)
- "Lover Girl" (2025)
- "Snow White" (2025)

### EPs
- Typical of Me (2021)
- The Reykjavík Sessions (2022)
- A Very Laufey Holiday! (2022)
- Christmas With You (2023)

## Prêmios e indicações
| Prêmio                                         | Ano  | Trabalho  | Categoria                                                   | Resultado | Referência(s) |
| ---------------------------------------------- | ---- | --------- | ----------------------------------------------------------- | --------- | ------------- |
| Grammy Awards                                  | 2024 | Bewitched | Melhor Álbum Vocal de Pop Tradicional                       | Venceu    | [ 47 ]        |
| Prêmio de Música Islandês                      | 2024 | Ela mesma | Intérprete do Ano em Pop, Rock, Hip-Hop e Eletrônica        | Venceu    | [ 48 ]        |
| Prêmio de Música Islandês                      | 2024 | Ela mesma | Melhor Performance Vocal em Pop, Rock, Hip-Hop e Eletrônica | Venceu    | [ 48 ]        |
| Prêmio Otimismo da Islândia                    | 2024 | Ela mesma | —                                                           | Venceu    | [ 49 ]        |
| Prêmio de Exportação do Presidente da Islândia | 2024 | Ela mesma | Prêmio honorário                                            | Venceu    | [ 50 ]        |
| MTV Video Music Awards                         | 2024 | "Goddess" | Push Performance of the Year                                | Indicado  | [ 51 ]        |

## Turnês

### Como atração principal
- Everything I Know About Love Tour (2022)
- Bewitched Tour (2023–2024)
- A Matter of Time Tour (2025)